# 解旋酶

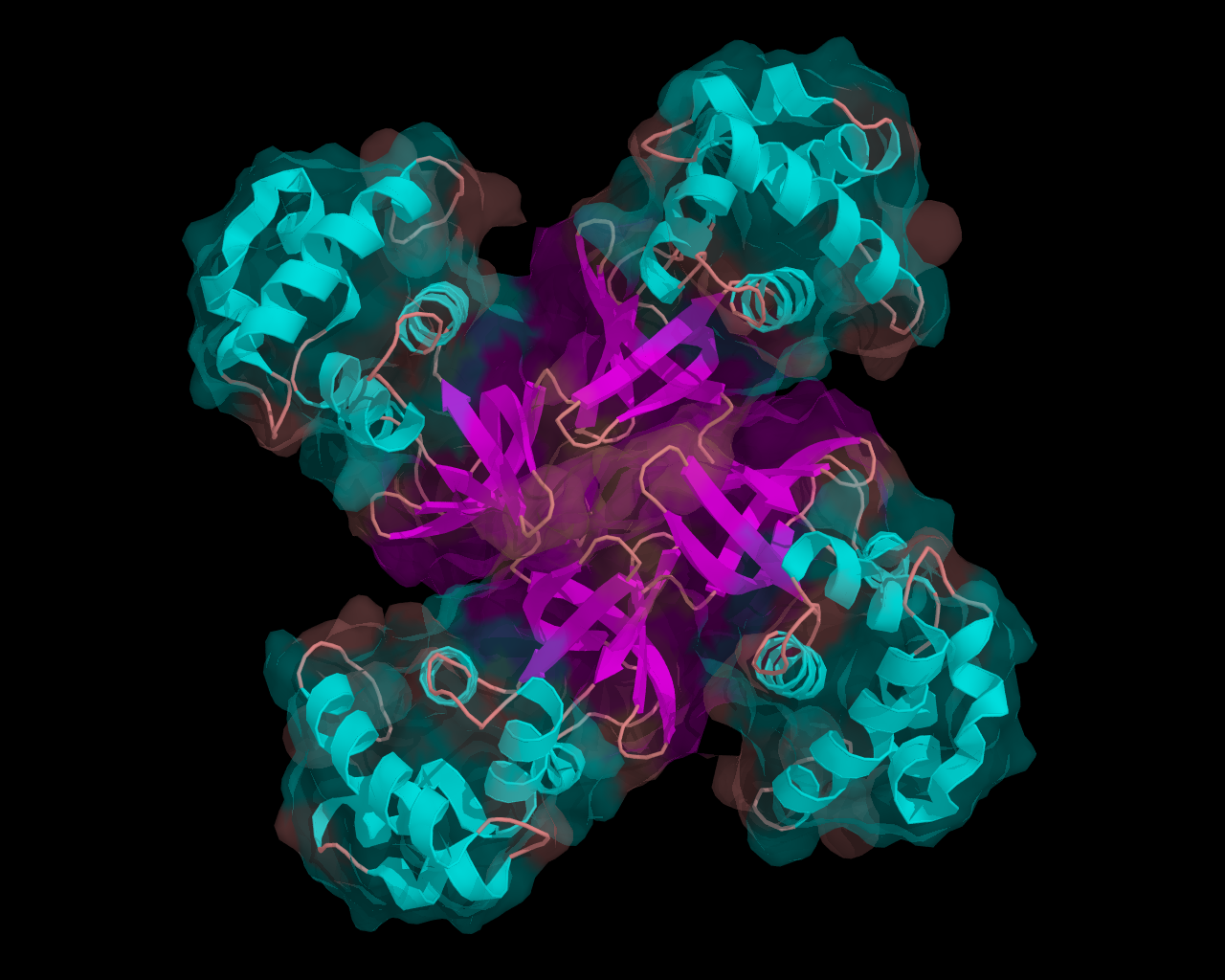
大肠杆菌的解旋酶RuvA的结构

解旋酶（英語：Helicases）又稱解链酶，是所有生物體維持生命所必需的一類酶，可分為多種類型。這類酵素是能夠依循核酸磷酸雙酯骨架（phosphodiester backbone）的方向性，而往特定方向移動的馬達蛋白（motor protein）。移動過程中可將相連的兩條核酸長鏈（如DNA、RNA或兩者的混合分子）解開，作用時所需能量來自核苷酸水解。
許多細胞代謝過程(cellular processes)，如DNA複製，翻譯，重組，DNA修復，和核糖體合成涉及的核酸鏈的分離必須使用解旋酶。

## 作用方式

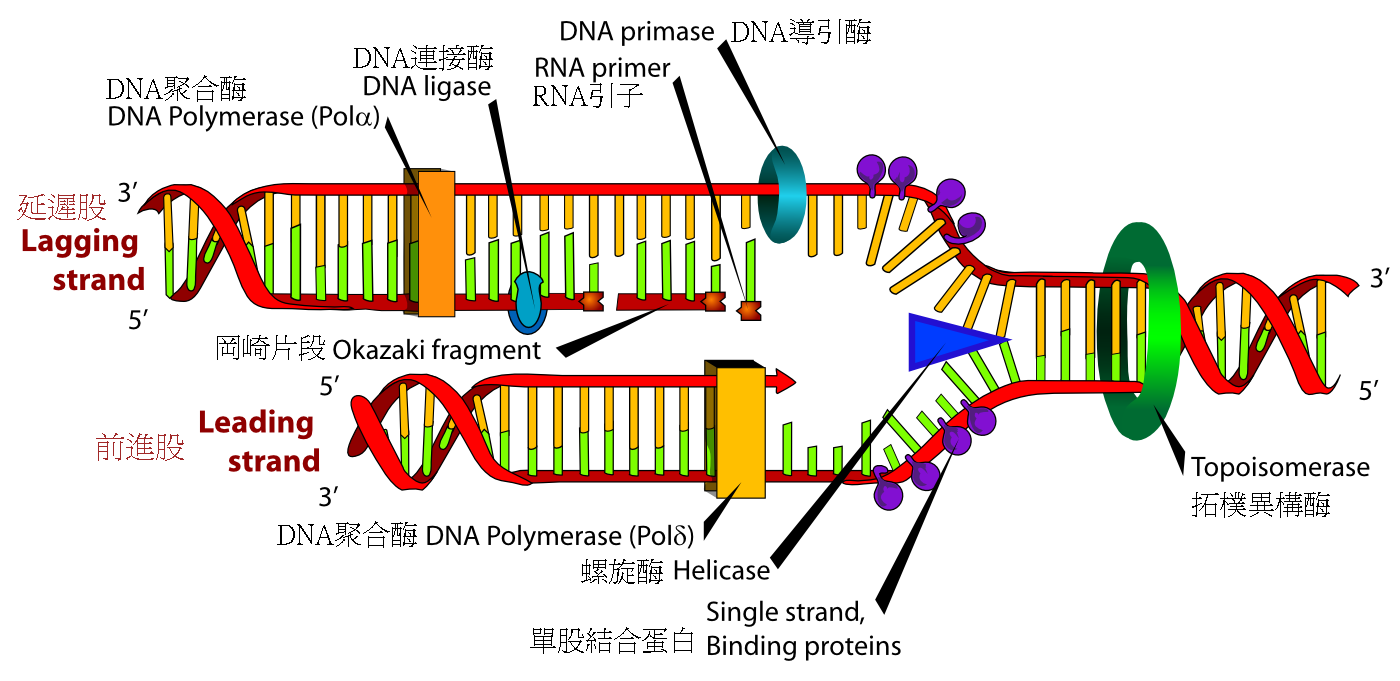
DNA的复制，蓝色三角为解旋酶

解旋酶可以利用三磷酸腺苷（ATP）或三磷酸鳥苷（GTP）水解產生的能量，將DNA雙股螺旋或自我黏合的RNA分子解開。此種酵素會依循其中一股核酸長鏈的方向（3'→5'或5'→3'）而移動。
各類型的解旋酶具有不同的結構與寡聚（oligomerization）性質，例如DnaB與相似的類型，是以環狀排列的六聚體（hexamer）產生作用；而其他類型則可能是單體或二聚體。解旋酶作用時是位於一個交叉位置（fork），最近的研究顯示，此交叉位置是在解旋酶主動促使下產生，也就是說，解旋酶可以直接作用於完全相連的雙股長鏈，而不只是作用在已經稍微打開的雙股長鏈。

## 各種類型
- 超家族I（Superfamily I）：
  - UvrD：存在於E. coli，作用於DNA修復。
  - Rep：E. coli，DNA複製。
  - PcrA：Bacillus stearothermophilus，角色未明。
  - Dda：bacteriophage T4，複製起始。

- 超家族II（Superfamily II）：
  - RecQ：E. coli，DNA修復。
  - eIF4A：釀酒酵母，RNA轉譯。
  - WRN：人類、DNA修復。
  - NS3[5]：C型肝炎病毒，複製。
  - TRCF（Mfd）：E.coli，轉錄-修復偶合因子（transcription-repair coupling factor）。

- 超家族III（Superfamily III）：
  - LTag：SV40，複製。
  - E1：人類乳突病毒（human papillomavirus），複製。
  - Rep：Adeno-Associated Virus（AAV），複製、site-specific integration、virion packaging。

- 類DnaB家族（DnaB-like family）：
  - DnaB：E. coli，複製。
  - gp41：bacteriophage T4，DNA複製。
  - T7gp4：bacteriophage T7，DNA replication。

- 類ρ家族（Rho-like family）：
  - Rho：E. coli，轉錄終止因子（Transcription termination factor）。

## 外部連結
- 醫學主題詞表（MeSH）：DNA+Helicases
- 醫學主題詞表（MeSH）：RNA+Helicases